# Cussey-les-Forges
Cussey-les-Forges ist eine französische Gemeinde mit 147 Einwohnern (Stand 1. Januar 2022) im Département Côte-d’Or in der Region Bourgogne-Franche-Comté (vor 2016 Bourgogne). Sie gehört zum Arrondissement Dijon und zum Kanton Is-sur-Tille. 

## Geographie
Cussey-les-Forges liegt etwa 38 Kilometer nördlich von Dijon auf dem Plateau von Langres und am Tille. Umgeben wird Cussey-les-Forges von den Gemeinden Vals-des-Tilles im Norden, Chalancey im Nordosten, Vernois-lès-Vesvres im Nordosten und Osten, Foncegrive im Osten und Südosten, Marey-sur-Tille im Süden, Avot im Südwesten und Westen sowie Grancey-le-Château-Neuvelle im Westen und Nordwesten.

## Bevölkerungsentwicklung
| Jahr                       | 1962 | 1968 | 1975 | 1982 | 1990 | 1999 | 2006 | 2013 | 2019 |
| Einwohner                  | 197  | 177  | 128  | 109  | 112  | 115  | 130  | 132  | 144  |
| Quellen: Cassini und INSEE |      |      |      |      |      |      |      |      |      |